# فرديناند دي روتشيلد
فرديناند دي روتشيلد (بالإنجليزية: Ferdinand James von Rothschild)‏ هو الاسم الذي استخدمه البارون في بريطانيا أو فرديناند جيمس أنسيلم، فريهر فون روتشيلد. وُلد في فرنسا في 17 ديسمبر 1839 ثُم تحول إلى كونه نمساوي بريطاني يهودي مصرفي وجامع فني وسياسي، حيث كان عضوًا في عائلة روتشيلد المصرفية البارزة. وكان ليبرالي ثُم ليبرالي اتحادي وعضو البرلمان الذي شغل مجلس العموم من 1885 إلى 1898. وتُوفي في 17 ديسمبر 1898.